# Mancha de Rolando
Mancha de Rolando è un gruppo musicale argentino formatosi nel 1991. È attualmente costituito dai musicisti Manuel Federico Quieto, Matías Sobrado, Facundo Piñero e Manuel Acosta.

## Storia del gruppo
Originatasi ad Avellaneda, la formazione ha trovato il primo successo a livello commerciale con il settimo album in studio Espíritu, candidato ai Premios Gardel nella categoria di miglior album di un gruppo rock, che ha esordito in 2ª posizione nella graduatoria settimanale della Cámara Argentina de Productores de Fonogramas y Videogramas.
Sono stati successivamente scelti da Axl Rose come opening act dei concerti dei Guns N' Roses in due occasioni: una allo stadio José Amalfitani, nel marzo 2010, e l'altra allo stadio Città di La Plata, nell'ottobre 2011.
Il loro dodicesimo LP, intitolato La revolución de la alegría e uscito nel 2020, è stato promosso dalla relativa tournée.

## Formazione
Attuale
- Manuel Federico Quieto – voce, chitarra (dal 1992)
- Matías Sobrado – cori, tastiera (dal 2010)
- Facundo Piñero – batteria (dal 2021)
- Manuel Acosta – chitarra (dal 2021)

Ex componenti
- Juan Sebastián Amadeo "Juancho" – voce (1991-1997)
- Francisco "Franchie" Barreiro – chitarra (1991-2020
- Gonzalo Basualdo – basso (1991-1994)
- Nicolás Fontana – chitarra (1991-1993)
- Sebastián Roncheti – batteria (1991-1993)
- Diego Sarrias – batteria (1996-1999)
- Pablo "El Conde" Pastori – tastiera (2004-2010)
- Sebastian "Tano" Cavalletti – batteria (1999-2010)
- Carlos Esteban Báez – basso (1994-2013)
- Aleco "Pelado" Willis – batteria (2010-2015)
- Matias "Huevo" Gabotti – batteria (2015-2019)
- Gabriel Lazzarini – cori, basso (2013-2019)

## Discografia

### Album in studio
- 1994 – El cóctel del tío Pupi
- 1996 – La ley del gomero
- 1998 – Cabaña Elderly
- 2000 – Animal humano
- 2001 – Juego de locos
- 2004 – Viaje
- 2006 – Espíritu
- 2009 – A cielo abierto
- 2012 – Los libres
- 2014 – Hielofuego
- 2016 – Venceremos
- 2020 – La revolución de la alegría

### Album dal vivo
- 2000 – 10 años en la ruta
- 2001 – Primer cemento al palo
- 2008 – Viviré viajando

### Album video
- 2008 – Viviré viajando

### EP
- 2020 – 360°
- 2022 – Cintas mágicas volumen III

### Raccolte
- 1999 – Cintas mágicas
- 2003 – Cintas mágicas – Volumen II
- 2007 – Espíritu, riesgo, amor y fantasía
- 2010 – Caballo loco
- 2018 – Bala de plata

### Singoli
- 2016 – Julietita
- 2016 – Venceremos
- 2016 – Calavera (solo o con Manuel Moretti)
- 2018 – Pañuelos verdes (con La Rayada)
- 2018 – Arde la ciudad
- 2021 – Casualidad (con Cony la Tuquera)
- 2023 – Canibales/Los chicos malos
- 2024 – Donde vamos (con Jorge Serrano)